# 五號普羅維登斯鎮區 (北卡羅萊納州梅克倫堡縣)
五號普羅維登斯鎮區（英語：Township 5, Providence）是位於美國北卡羅萊納州梅克倫堡縣的一個鎮區。

## 地方資料
五號普羅維登斯鎮區的面積為13.47平方千米，皆為陸地。根據2020年美國人口普查的數據，當地共有人口11937人，而人口密度為每平方千米886.19人。